# Joaquim Isanda de Torner
Joaquim Isanda de Torner (9 de maig del 1861, Barcelona – 8 de març del 1926, Vilanova i la Geltrú) fou un sacerdot escolapi, mestre i filòsof català.

## Biografia
Ingressà a l'Escola Pia de Moià el 1877 i després del noviciat hi professà el 14 de setembre de 1879. Faltava personal a les escoles i va ser enviat tot seguit a Igualada on regentà una classe de primeres lletres. De 1881 a 1883 residí a la casa central d'estudis de San Marcos de León estudiant-hi la filosofia. Tornà dos anys (1883-1885) a Catalunya destinat a l'Escola Pia Sant Antoni de Barcelona ensenyant primària i tenint cura de la Internat. Acabà els estudis eclesiàstics altre cop a San Marcos (1885-1887). Fou ordenat sacerdot a Tortosa el 18 de desembre de 1887. L'estiu de 1887 va ser enviat a Morella per ensenyar filosofia al seminaristes del bisbat que allí cursaven la carrera eclesiàstica en règim d'externat. Explicà la filosofia seguint els llibres dels dos dominics Summa philosophica in usum scholarum de Tommaso Zigliara i Estudios filosóficos sobre filosofía de Santo Tomás de Ceferino González. El pare Isanda era, doncs, un neotomista i exposava els dos autors més característics d'aquest corrent. Després va estar als col·legis de Guanabacoa (Cuba) (1893-1900), Valls (1900-1901), Terrassa (1901-1904), Tàrrega (1904-1905), Balaguer, Vilanova i la Geltrú, Olot (1917-1918) i tornà a Vilanova (1918-1926). Impartia les assignatures de filosofia, física i química, ciències naturals, agricultura, matemàtiques, francès i llatí. A Terrassa ensenyà la tècnica fotogràfica i hi afeccionà els alumnes. Després s'organitzaren entre els alumnes concursos de fotografia aprofitant les festes i excursions. El Butlletí escolar n'és un bon testimoni. Publicà articles de caràcter religiós a les revistes El Calasancio de Vilanova i la Geltrú i El Mensajero Católico de Guanabacoa (Cuba).